# La Voix du Maréchal
La Voix du maréchal « Bulletin inter-filiales ADMP » (Royat, 1er avril 1972), est un bulletin de l'Association pour défendre la mémoire du maréchal Pétain (ADMP) dirigé à l'origine par Marcel Rieunier.
Ce périodique, de même que Le Maréchal (bulletin principal de l'ADMP), publie des articles des membres de l'association consacrés à la mémoire de  Philippe Pétain,, à la demande de révision de son procès et, plus largement, au Régime de Vichy d'un point de vue nostalgique (ce que l'historien Henry Rousso nommait le « syndrome de Vichy »).